# August Hermann Francke
August Hermann Francke (Lübeck, Alemania, 22 de marzo de 1663-halle, Alemania, 8 de junio de 1727) fue un clérigo luterano, filántropo y erudito bíblico alemán.

## Biografía
Nacido en Lübeck, fue educado en el Gimnasio de Gotha, donde en 1666 su padre era consejero del Duque Ernesto I de Sajonia-Gotha, para luego estudiar en las universidades de Erfurt y Kiel, donde estuvo bajo la influencia del pietista Christian Kortholt, y finalmente pasó a la Universidad de Leipzig. Durante su carrera estudiantil realizó un estudio especial de hebreo y griego; y para aprender más a fondo el hebreo, durante algún tiempo se sometió a las instrucciones del famoso profesor hebreo Ezra Edzardi, con quien aprendió hebreo mediante la lectura de la Biblia en Hamburgo, así como conocimientos de italiano. Se graduó en Leipzig en 1685 convirtiéndose en un Privatdozent. 
Un año más tarde funda el Collegium philobiblicum para la exégesis de la Biblia, por entonces muy descuidada.Es ahí donde conoce a Philipp Jacob Spener. Se hizo popular como profesor, pero su manera de enseñar levantó pronto una violenta oposición de las autoridades universitarias, por lo que antes de fin de año, se le prohibió dar clases acusado de supuesto pietista. Una vez que se le hubo prohibido enseñar, en 1690 marcha a Erfurt, donde se hace diácono de una iglesia. En esta ciudad, su fervor evangélico atrajo a mucha gente, incluso a los católicos, a la vez que despertaba la ira de sus oponentes, por lo que a los 15 meses las autoridades civiles le ordenaron el 27 de septiembre de 1691 que abandonara la ciudad en un plazo de dos días. Ese mismo año su amigo Spener era expulsado de Dresde.
A través de la influencia de Spener, Francke aceptó en diciembre una invitación para ocupar la cátedra de lenguas griegas y orientales en la nueva Universidad de Halle, que en ese momento estaba bajo la tutela de Federico III de Brandeburgo-Bayreuth; y al mismo tiempo fue nombrado pastor de Glaucha en las inmediaciones de la ciudad. Posteriormente se convirtió en profesor de teología. Durante los treinta y seis años restantes de su vida, desempeñó aquí el doble cargo de pastor y profesor.
En 1698 había 100 huérfanos a su cargo para ser vestidos y alimentados, además de 500 niños a los que se les enseñaba como eruditos. Las escuelas crecieron en importancia y más tarde fueron conocidas como Franckesche Stiftungen (Fundación Francke). La educación era estrictamente religiosa. El hebreo estaba incluido, mientras que los clásicos griegos y latinos eran considerados secundarios; las homilías de Macario de Egipto sustituyeron a Tucídides. Un químico, a quien Francke había visitado en su lecho de muerte, le legó la receta para combinar ciertos medicamentos, que luego generaron ingresos anuales suficientes para que la institución se hiciera independiente. Poco después de su fundación, la institución comprendía un asilo de huérfanos, una escuela de latín, una escuela alemana (o burguesa) y un seminario para capacitar a los maestros de estos establecimientos. Aunque el objetivo principal de Francke era la instrucción religiosa, también enseñaba ciencias naturales y ejercicios físicos y oficios manuales. Dirigió la tienda de un boticario y ayudó a su amigo Carl Hildebrand von Canstein a fundar una imprenta para publicar copias baratas de la Biblia para su distribución masiva. En el momento de la muerte de Francke, las escuelas eran frecuentadas por más de 2.300 alumnos. Las escuelas de Francke proporcionaron un prototipo que influyó enormemente en la educación alemana posterior.
En 1701 fue admitido como miembro de la Real Academia Prusiana de Ciencias de Berlín.

## Obras
Sus principales obras son: 
- Manuductio ad Lectionem Scripturae Sacrae (1693)
- Segensvolle Fußstapfen (1709)
- Praelectiones Hermeneuticae(1717)
- Commentatio de Scopo Librorum Veteris et Novi Testamenti (1724)
- Lectiones paraeneticae (1726-1736).

- Datos: Q58753
- Multimedia: August Hermann Francke / Q58753